# Cornelis Kick

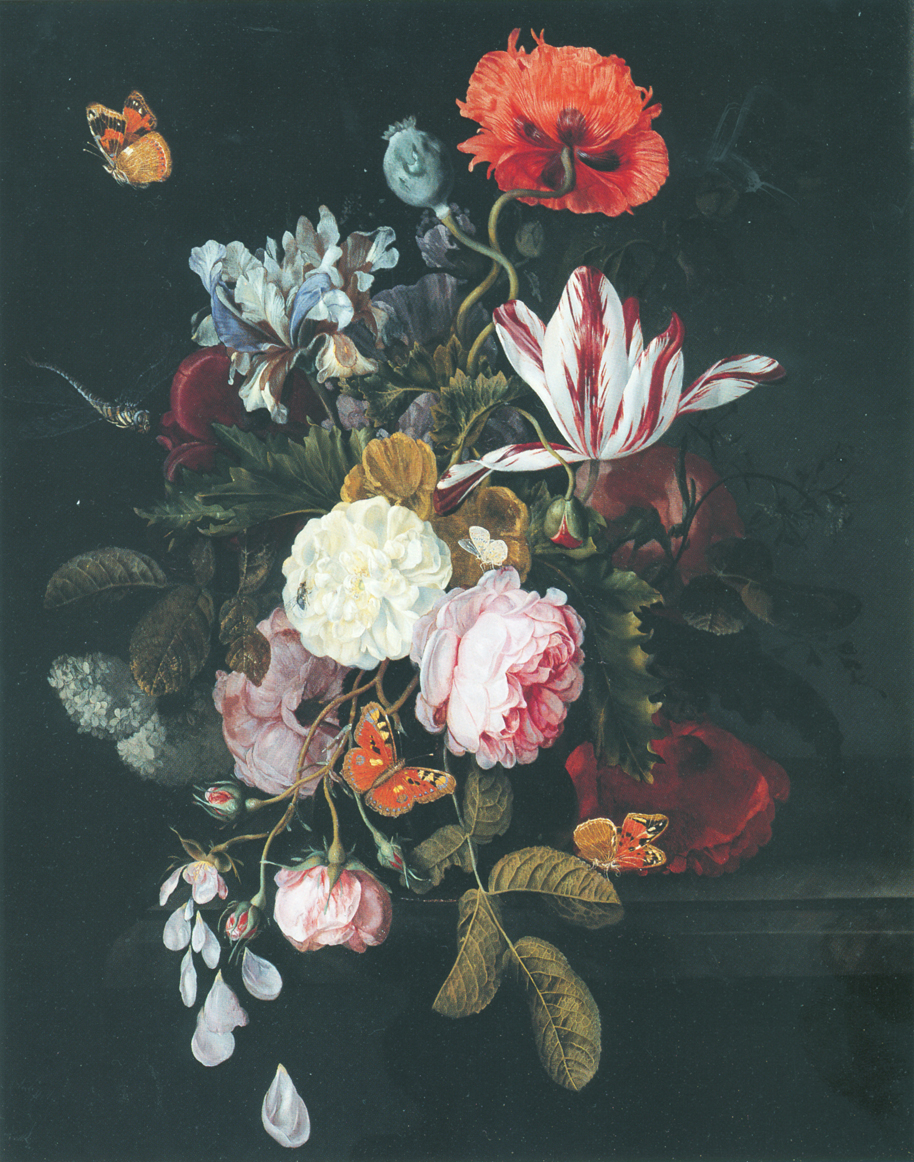
Cornelis Kick: Blumen in einer Vase mit vier Schmetterlingen. (am 22. Juni 1990 bei Ader Tajan in Paris versteigert)

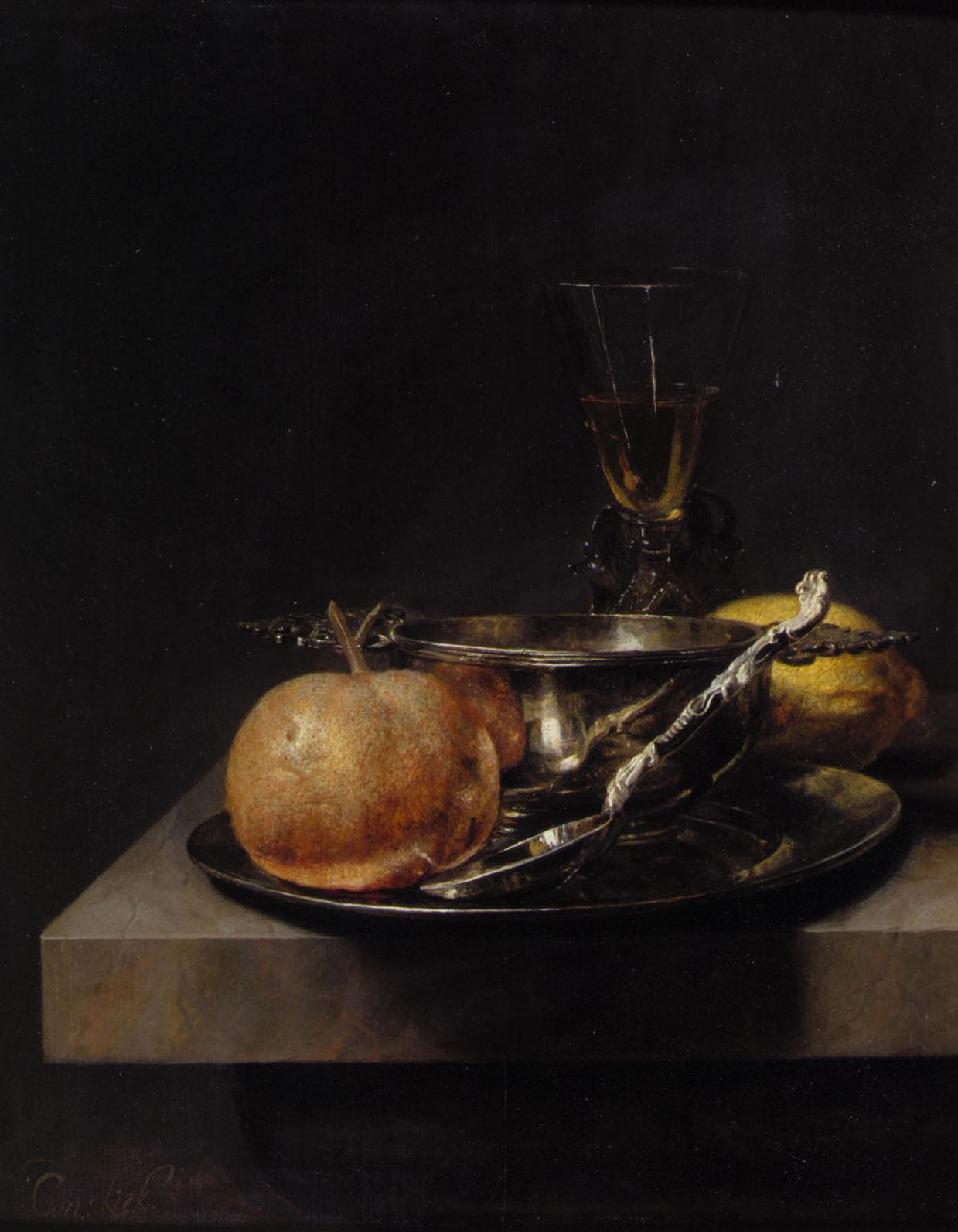
Cornelis Kick: Stillleben mit silberner Schüssel und Früchten. (am 24. Januar 2002 bei Sotheby’s in New York versteigert)

Cornelis Kick (* um 1631 wahrscheinlich in Amsterdam; † 3. März 1681 in Amsterdam) war ein holländischer Stilllebenmaler.
Kick ist der Sohn des Genremalers Simon Kick. Laut Arnold Houbraken wurde er von seinem Vater ausgebildet, obwohl dieser kein Stilllebenmaler war. Es ist deshalb anzunehmen, dass er auch bei Spezialisten für Stillleben Unterricht nahm. Während seine Früchtebilder den Arbeiten des Jan Jamsz van de Velde (1620–1662) nahestehen, zeigen seine Blumenstücke den Einfluss von Willem van Aelst und Jan Davidsz. de Heem. Im Gegensatz zu seinen Vorbildern sind seine Arrangements allerdings weniger üppig, dafür aber sachbezogen und von interessanter Anordnung. 
Am 5. Mai 1661 heiratete er Cornelia Spaeroogh, Tochter eines wohlhabenden Pfandleihers der Bank van Lening. Sein Schwiegervater hatte einen Garten außerhalb der Stadtmauern von Amsterdam, hinter der Sint Antoniespoort. Kick und seine Frau lebten hier zwischen 1667 und 1674.
1665 wurde Elias van den Broeck (1649–1708) sein Schüler. Etwa zur gleichen Zeit dürfte er auch Jacob van Walscappelle (1644–1727) ausgebildet haben. Erst 1674 ließ sich Kick in Amsterdam nieder. Zuvor lebte er in einem Haus mit Garten in der Umgebung der Stadt. 1676 wird er auch als Besitzer eines Ladens geführt. Dies scheint ein Indiz dafür zu sein, dass er nicht allein vom Verkauf seiner Bilder leben konnte. Trotzdem müssen seine Arbeiten schon früh ein hohes Ansehen genossen haben.
Seine Bilder lassen ein sorgfältiges Studium der Natur erahnen. Aus diesem Grund wurde er von Jan Commelin auserwählt, für sein 1676 erschienenes Buch Nederlantze Hesperides 21 Kupferstiche mit Zitrusfrüchten und -blüten anzufertigen. Werke von Kick sind heute sehr selten. Die Kunstwissenschaft schreibt ihm heute ein gutes Dutzend Bilder zu.

## Werke
- Berlin, Privatsammlung
  - Stillleben mit Römerglas, Orangen und Zitronen.
- Oxford, Ashmolean Museum
  - Blumen in einer Vase.
  - Stillleben mit Zitronen und Rosen.
- Verbleib unbekannt
  - Blumen in einer Glasvase. um 1660 (am 27. Januar 2006 bei Sotheby’s in New York versteigert)
  - Blumen in einer Glasvase. um 1665 (am 27. Januar 2000 bei Christie’s in New York versteigert)
  - Stillleben mit Pfirsich, Trauben und einer Rose. 1667 (bis 1985 im Pariser Kunsthandel De Jonckheere)
  - Stillleben mit Orange, Beeren, Rosen und einem Schmetterling. 1667 (bis 1985 im Pariser Kunsthandel De Jonckheere)
  - Blumen in einer Vase mit vier Schmetterlingen. (am 22. Juni 1990 bei Ader Tajan in Paris versteigert)
  - Stillleben mit Früchten. (am 10. November 1992 bei Christie’s in Amsterdam versteigert)
  - Blumen in einer Vase. (am 17. April 1996 bei Sotheby’s in London versteigert)
  - Stillleben mit silberner Schüssel und Früchten. (am 24. Januar 2002 bei Sotheby’s in New York versteigert)
  - Blumen in einer Metallvase. (ehemals im Amsterdamer Kunsthandel P. de Boer)